# A Santa Cause - It's a Punk Rock Christmas
A Santa Cause - It's a Punk Rock Christmas è stato pubblicato l'11 novembre 2003, dalla Immortal Records. Una percentuale dei soldi guadagnati con la vendita l'album sono stati donati alla Elizabeth Glaser Pediatric AIDS Foundation. Una seconda edizione, il cui denaro è stato donato alla Cure Autism Now, è stato pubblicato nel 2006.

## Tracce

### Edizione 2003
1. Christmas in Hollis - The A.K.A.'s - 3:40
2. Forget December - Something Corporate - 3:13
3. December is for Cynics - The Matches - 3:31
4. I Won't Be Home for Christmas - blink-182 - 3:16
5. Feed the World (Do They Know It's Christmas) - Far featuring Chino Moreno - 3:46
6. Yule Shoot Your Eye Out - Fall Out Boy - 3:41
7. Christmas Night of the Zombies - MxPx - 2:24
8. X12 Days of XXXMASX - From First to Last - 3:34
9. I'll Be Home for Christmas - Matchbook Romance - 2:23
10. Ex-Miss - New Found Glory - 3:36
11. Happy Xmas (War Is Over) - Acceptance - 4:06
12. Christmas Time Is Here - Gatsby's American Dream - 2:21
13. Sleigh Bells and Wine - Jason Gleason (ex-Further Seems Forever) - 3:17
14. The Most Wonderful Time of the Year - InMemory - 2:22
15. This Time of Year - The Mighty Mighty Bosstones - 2:22
16. I Saw Daddy Kissing Santa Clause - Standstill - 2:57
17. A Cradle in Bethlehem - The Beautiful Mistake - 3:50
18. Icicles - Punchline - 3:24
19. Mookie's Last Christmas - Saosin - 2:46
20. It Came Upon a Midnight Clear - The Red West - 5:19

Ci sono inoltre 4 tracce silenziose, seguite dalla canzone Santa's Got a Mullet dei Nerf Herder.

### Edizione 2006
1. All I Want for Christmas - Dave Melillo
2. New Years Day - Tyler Read
3. Holly Jolly Christmas - The Format
4. Feliz Navidad - It Dies Today
5. It's Cold Out There - Spitalfield
6. Joey Had a Smoke - Meg & Dia
7. Stay - Down to Earth Approach
8. Have Yourself a Merry Little Christmas - Daphne Loves Derby
9. Happy Xmas (War Is Over) - Hot Rod Circuit
10. A Wonderful Christmas Time - June
11. Christmas on the Coast - A Change of Pace
12. Last Christmas - The Finals
13. I'll Be Home for Christmas - Far-Less
14. Gary The Green Nosed Reindeer - MC Lars
15. O' Holy Night - Umbrellas
16. O' Come Emanuel - Haste the Day
17. Not Giving In - Rediscover
18. Christmas in Ohio - Brandtson
19. Father Christmas - Action Action
20. Cities Made of Snow - Brazil
21. Blue Christmas - Flee the Seen
22. Tell Me Is It Christmas - Gone by Daylight